# Мерклин
Märklin (понякога изписвано Maerklin, когато трябва да се избегне употребата на умлаут, произн. Мерклин), е компания за производство на играчки, основана през 1859 г. Седалището е в гр. Гьопинген, Баден-Вюртемберг, Германия.
Въпреки че е специализирана в умалените модели на сгради, днес тя е по-известна с железопътния моделизъм и техническите играчки. В някои части на Германия нейното име дори е синоним за железопътно моделче.

## История
Компанията е основана от Теодор Фридрих Вилхелм Мерклин през 1859 г. и първоначално се фокусира върху производството на къщички за кукли. Теодор Фридрих Вилхелм Мерклин живее в Гьопинген от 1840 г. и работи като тенекеджия. През 1859 г. той се жени за Каролайн Хетич, която е била служител на компанията и е пътувала из цяла Южна Германия и Швейцария, представлявайки нейните интереси. По това време тя вероятно е първата жена пътуващ търговец. През 1866 г. Теодор Фридрих Вилхелм Мерклин умира, но съпругата му успява да запази компанията за синовете си. Eugen и Karl Merklin поели компанията от 1888 г. като Братя Мерклин. Гамата от продукти по това време обхващала къщи за кукли, различни колички, модели на кораби, въртележки, въртящи се върхове и подови локомотиви.
Чрез интелигентни корпоративни политики, като например закупуването през 1891 г. на производител на калайдисани играчки Ludwig Lutz в Елванген, компанията се разширява. През същата година братята Мерклин представили за първи път на панаира в Лайпциг модел на железопътна линия с часовников механизъм и релси, поставени в осмица. С това двамата предприемачи положили основите за световния успех на железопътната играчка Märklin. Благодарение на Märklin по това време са били стандартизирани коловози, чиито основни размери все още се използват по целия свят. Дотогава имало разлики в размера между железопътните модели, които не позволявали отделни части от различни железопътни линии да бъдат свързани помежду си, дори и да са произведени от един и същ производител. До тогава само Märklin използва размер 1 (мащаб 1:32).
През 1909 г. гамата вече обхваща 90 различни модела парни машини, аксесоари за куклени къщи, въртележки, автомобили, самолети, кораби, въртящи се въртове и метални конструкции. От 1926 г. започва производството на електрическа железница, работеща от източник на 20 V AC (първоначално произведен с лампа с нажежаема жичка като „допълнителен резистор“), който няма ограничение във времето за движение на часовника или времето за горене на алкохол, така че да може да се играе непрекъснато. През 1929 г. към черните, месингови части на металните конструктори са добавени цветни части.
С течение на времето моделните железници се превръщат в основни продукти на Märklin. През 1935 г. Фриц Мерклин става член на ръководството. На есенния панаир през същата година компанията представи 16,5-милиметрова масичка (мащаб 1:87), наполовина по-малка от предишния си най-малък размер 0 (1:43 или 1:45). Означението 00 за мащаб 1:87, напомнящо обозначението на тоалетна, през 1950 г. е променено на „половин нула“ с често използваната абревиатура H0 (от английската Half Zero или немската Halb Nuli – „половин нула“; гласи „ hi-oh „или“ Ash-zero ", разговорно" ha-zero "), което се използва и сега. С бързия ръст на продажбите на моделни железопътни линии през 50-те и 60-те години на миналия век, Märklin се превръща в един от най-големите доставчици в тази индустрията в света.
1969 г. започва с „нов размер 1“; традиционният размер от 1891 г. е върнат в каталога на Märklin, въпреки че първоначално е въведен само за железопътна играчка. BR 80 и фабричните дизелови локомотиви превозват първите пътнически и товарни вагони, движейки се по тази релса с ширината на стария модел в дневните и градините. От 1978 г. размерът е коригиран по-професионално, а легендарният „Швейцарски крокодил“, представен през 1984 г., също е построен в този размер. През 1994 г. размер 1 преживява възраждането на класическата технология за преработка на стомана, еволюирайки в Maxiban, железопътна играчка за деца, която обаче вече е спряна от производство.
През 1972 г. на Нюрнбергския панаир на играчките като новост е представен размерът Z (мащаб 1: 220), наречен „мини клуб“. До 2007 г. това е бил най-малкият железопътен модел, представен в масово производство.
От 1984 г. за H0 и размер 1 се предлага в мултиединично управление. В същото време е било възможно едновременно да се управляват до 80 локомотива независимо един от друг в една електрическа верига с броя на превключвателите и семафорите по пътя до 256. Междувременно компютрите могат да овладеят определени задачи за управление, първоначално решени благодарение на собствените микросхеми на компанията, предназначени за контрол. Броят на локомотивите и превключвателите за управление се е увеличил в сравнение с утопичните модели, което е повече от достатъчно за колекторите и големите системи само по себе си.
В нощта на 18 януари 2005 г. собственият музей на Märklin е ограбен. Откраднати са експонати като модел на исторически стандартен размер 1, всички модели подвижен състав със стандартен размер 0, модели на кораби, произведени преди 1910 г., както и парни машини и уникални образци със стандартен размер H0. Откраднат е и най-старият подвижен състав в музея, първият локомотив от 1891 г. Щетите възлизат на над 1 милион евро. Криминалната полиция успява да разреши случая през март 2005 г., а от май 2005 г. експонатите могат да бъдат видени отново на изложбата.
От началото на 20-ти век компанията е собственост на семействата Merklin, Fritz и Zafft. През 1997 г. Märklin придобива предишния независим конкурент Trix от Нюрнберг. 11 май 2006 г. Gebr. Märklin GmbH, след няколко години на спад на оборота и накрая на загуби, беше продаден на британската финансова група Kingsbridge Capital . Kingsbridge Capital от своя страна е дъщерно дружество на австрийската Hardt Group. Новите собственици видяха потенциал за растеж благодарение на информираността за марката, особено сред колекционерите. Те успяха да постигнат средносрочна реорганизация и препродажба. През 1 февруари 2007 г. Аксел Дитц става управляващ директор и акционер на компанията.
На 26 юли 2007 г. поглъщането на несъстоятелния Ernst Paul Lehmann Patentwerk OHG, производител на Lehmann-Gross-Bahn, беше обявено от Märklin.
На 22 август 2007 г. Hübner Feinwerktechnik GmbH е интегрирано в дружеството с ограничена отговорност Märklin. Цялото оборудване, както и склад за готови продукти и резервни части, са били прехвърлени в Märklin. Доставката на готови продукти, доставката на резервни части и следгаранционното обслужване продължават изцяло централизирано от Гьопинген.
На 11 август 2008 г. става известно, че Аксел Дитц, председател на борда на Märklin, ще подаде оставка в края на 2008 г.. Указът за оставката на Дитц обаче влиза в сила по-рано, на 1 октомври. Не е бил назначен наследник, двамата останали членове на борда, Дитмар Мундил и Томас Бауер, получават разширени правомощия от борда. В края на януари 2009 г. Ралф Коенън заменя пенсионирания Дитмар Мундил като мениджър . През 2008 г. 12 милиона евро са изразходвани за консултантски такси.
Още в началото на февруари 2009 г. се стига до скандал, когато празничното настроение по случай 150-годишнината на Мерклин е било помрачено от съобщението за забавянето на изплащането на заплатите за януари. На 4 февруари 2009 г. компанията е била принудена да обяви несъстоятелност в долната инстанция на Гьопинген, след като преговорите за удължаване на заемите са се провалили. 
Сега компанията продължава дейността си под ръководството на синдика Михаел Плута. На Нюрнбергския панаир на играчките, от 5 до 10 февруари 2009 г., Märklin е бил представен редовно. Според предварителните оценки на ликвидатора, през 2006 г. 10,7 милиона евро са били изразходвани за такси на консултанти, загубата възлиза на 13 милиона евро; през 2007 г. тази сума е била 13,8 милиона евро, загубата възлиза на 16 милиона евро .
На 19 и 20 септември 2009 г. въпреки фалита са се провели Дните на Märklin 2009, посветени на 150-годишнината от съществуването на компанията; събитието е посетено от около 45 000 души . Местата бяха гара Гьопинген, фабричният хангар в Щауфер Парк, помещенията на Леонхард Вайс и Светът на приключенията в Мерклин.
От 30 септември до 4 октомври 2009 г. Märklin участва в швейцарския панаир на играчките Suisse Toy.
На 4 и 5 декември 2009 г. Märklin организира ден на отворените врати в Гьопинген и ги покани да посетят компанията.